# K-диапазон
K-диапазон — диапазон частот сантиметровых длин волн, используемых в основном для  радиолокации, а также для спутниковой радиосвязи. По определению IEEE, этот диапазон простирается от 18 до 26,5 ГГц электромагнитного спектра (что соответствует длинам волн от 1,67 до 1,13 см). Название диапазона происходит от немецкого слова «короткий»: нем. kurz.
Использование этого диапазона для радиосвязи ограничено из-за сильного поглощения радиоволн в атмосфере водяным паром, и поэтому обычно для этой цели используются диапазоны находящиеся "под" и "над" K-диапазоном: Ku и Ka соответственно.

## Спутниковая связь
Одна из основных областей применения K-диапазона это спутниковая связь. В связи с тем, что в традиционных диапазонах (S-, L-, C-, X-  и Ku-) для этих целей уже не осталось места, в настоящее время всё больше и больше используются Ka- и K-диапазоны.
В спутниковой связи этот диапазон называется Ka-диапазон 30/20 ГГц и полосы частот зарезервированные для этих целей лежат между 18,3–18,8 и 19,7–20,2 ГГц для линии Спутник — Земля, и между 27,5 и 31 ГГц для линии Земля - Спутник. То есть, канал Спутник — Земля полностью лежит в K-диапазоне, а канал Земля - Спутник в Ka-диапазоне .
В настоящее время среди систем использующих Ka-диапазон 30/20 ГГц можно отметить канадский Anik F2, который обладает 45 активными Ka-транспондерами и обеспечивает услуги мультимедиа и широкополосный доступ в Интернет на территории Северной Америки, а также KA-SAT принадлежащий Eutelsat и обеспечивающий похожие услуги на территории Европы. Среди российских спутников, этот диапазон используют военные спутники Радуга-1 и Радуга-1М. Кроме того, в этом диапазоне должен был работать планировавшийся спутник Экспресс АМ4, запущенный на нерасчётную орбиту в августе 2011 года и впоследствии признанный полностью потерянным.

## Военная связь
Также может использоваться американскими военными средствами связи, в частности в Сирии.

## РЛС
K-диапазон широко используется в радиолокации. Из-за особенностей этого диапазона (высокая степень атмосферного поглощения и небольшая длина волны), радары K-диапазона способны работать лишь на коротких расстояниях, производя измерения сверхвысокого разрешения. Типичной сферой применения этих радаров является управление воздушным движением в аэропортах, где с помощью последовательности очень коротких импульсов (длиной в несколько наносекунд) определяется дистанция до воздушного судна.

### Радары ДПС
Современные полицейские дорожные радары работают в диапазонах K- и Ka-. В K-диапазоне несущей частотой таких радаров является 24,150 ГГц и полоса пропускания составляет 100 МГц. Меньшая длина волны и более высокий энергетический потенциал (усиление одинаковых по размерам антенн прямо пропорционально несущей частоте) позволяют приборам, работающим в K-диапазоне, иметь небольшие размеры и дальность обнаружения, в полтора раза превышающую дальность радаров, работающих X-диапазоне. В этом диапазоне частот базируются российские радары Беркут, Искра-1 и их модификации, а также фото и видео комплексы, построенные с участием локационных частей этих радаров.

## Другие частотные диапазоны
Диапазоны в различных системах обозначений различаются, в таблице приведены диапазоны согласно классификации IEEE:
| Название диапазона | Частотный диапазон, ГГц | Частотный диапазон, ГГц |
| Название диапазона | в радиолокации          | в спутниковой связи     |
| ------------------ | ----------------------- | ----------------------- |
| L                  | 1,0—2,0                 | 1,0—2,0                 |
| S                  | 2,0—4,0                 | 2,0—4,0                 |
| C                  | 4,0—8,0                 | 3,4—8,0                 |
| X                  | 8,0—12,0                | 7,0—10,7                |
| Ku                 | 12,0—18,0               | 10,7—18,0               |
| K                  | 18,0—26,5               | 18,3—20,2; 27,5—31,5    |
| Ka                 | 26,5—40,0               |                         |